# 克里斯·理查德
克里斯·理查德（英語：Chris Richard，1984年12月25日—），生于佛罗里达州的湖水地区，美国职业篮球运动员，司职大前锋。

## 大学时期
理查德在佛罗里达大学中的主力中锋，帮助球队在2006和2007年两年度蝉联NCAA总冠军。他有着令人影响深刻7'4.5"的臂长，可以在很短的上场时间内取得高分，进攻效率颇高。

## NBA生涯
在2007年6月28日，2007年NBA选秀中第二轮第41顺位被明尼苏达森林狼选中。